# جورج کلاین
جورج کلاین (انگلیسی: George Kleine; ۱۸۶۴ – ۸ ژوئن ۱۹۳۱) تهیه‌کننده فیلم و پیشگام سینمای اهل کشور ایالات متحده آمریکا بود.

## زندگی‌نامه
پدر کلاین، چارلز، یک عینک ساز نیویورکی بود که دستگاه‌های نوری و استریوپتیکون‌ها را می‌فروخت. کلاین به شرکت خانوادگی پیوست و در سال ۱۸۹۳ به شیکاگو نقل مکان کرد و در آنجا «شرکت نوری کلاین» را تأسیس کرد. در سال ۱۸۹۶، شرکت شروع به فروش تجهیزات فیلمسازی کرد و در سال ۱۸۹۹، این شرکت با توماس ادیسون قراردادی انحصاری برای فروش فیلم و تجهیزات او در منطقه شیکاگو به دست آورد. در سال ۱۹۰۳، کلاین شروع به توزیع فیلم‌های استودیو فیلمسازی بیوگراف و همچنین فیلم‌های اروپایی کرد و در اجاره فیلم‌ها به تئاتر پیشگام بود. وی در سال ۱۹۰۸ درگیر اختلافات ثبت اختراع با توماس ادیسون شد و باعث شد اعضای این صنعت، شرکت ثبت اختراعات متحرک را تأسیس کنند. وی در سال ۱۹۰۷ با ساموئل لانگ، و فرانک جی ماریون، شرکت کالم، یک استودیوی فیلم آمریکایی را در نیویورک سیتی تأسیس کرد. نام این شرکت برگرفته از حروف اول نام خانوادگی مؤسسان آن است. کلاین تنها برای مدت کوتاهی در شرکت حضور داشت. با این حال، این یک سرمایه‌گذاری سودآور برای او بود، زیرا شرکای او به زودی به اندازه کافی موفق شدند تا سهام او را با حق بیمه قابل توجهی خریداری کنند. کلاین یک توزیع کنندهٔ ملی فیلم‌های صامت در دهه ۱۹۱۰ بود که نمونه بارز آن فیلم مردانی که با من عشق ورزیده‌اند با بازی ماری مک‌لارن محصول ۱۹۱۸ استودیو اسنای است. کلاین در سال ۱۹۲۸ بازنشسته شد و در لس آنجلس، کالیفرنیا، در سال ۱۹۳۱ درگذشت. مقالات او نزد کتابخانه کنگره نگهداری می‌شود.